# Sam Jones
Samuel «Sam» Jones (Wilmington, Carolina del Nord, 24 de juny de 1933 – Orlando, Florida, 30 de desembre de 2021) fou un basquetbolista estatunidenc, que jugà tota la seva carrera professional als Boston Celtics a la posició d'escorta. Era famós per la seva rapidesa i els seus bàsquets decisius, especialment en època de playoffs. Destaca per ser el segon jugador de la història de l'NBA amb més campionats (10), només per darrere del seu company d'equip Bill Russell, que en guanyà 11. Juntament amb Bill Russell i K. C. Jones, Sam Jones conduí els Celtics a guanyar 8 títols consecutius, entre els anys 1959 i 1966, amb aquesta tríada de jugadors com a comú denominador.
El 1984, Jones fou inclòs en el Basketball Hall of Fame i el 1996 se l'anomenà un dels 50 millors jugadors de la història de l'NBA.